# Haplogroupe O (ADNmt)
L'haplogroupe O est un haplogroupe de l'ADN mitochondrial humain (ADNmt). Il est défini par les mutations G6755A, C9140T et G16213A. Il est issu de l'haplogroupe N.

## Distribution
L'haplogroupe O est très rare et n'a été trouvé que chez les Aborigènes d'Australie. Des porteurs de cet haplogroupe ont été trouvés dans le Queensland et le Territoire du Nord.